# Thymus herba-barona
Il timo erba barona (Thymus herba-barona Loisel., 1807) è una piccola pianta arbustiva perenne suffruticosa appartenente alla famiglia delle Lamiaceae.

## Descrizione

### Portamento
La pianta assume la forma di un pulvino e può raggiungere un'altezza compresa tra i 6 ed i 15 centimetri. Il fusto è legnoso, dalla forma quadrangolare, di colore marrone e strisciante sul terreno. I rametti giovani sono molto numerosi, di colore scuro e ricoperti da una fine e cortissima peluria ricurvata.

### Foglie
Le foglie sono piccole, lineari o lanceolate e con un corto picciolo. Le dimensioni sono comprese tra i 6 e gli 8 millimetri di lunghezza, ed i 3-5 millimetri al massimo di larghezza.

### Fiori
I fiori sono raggruppati in racemi posti all'apice dei rami. La corolla è costituita da un calice bilabiato di 3-6 millimetri con il labbro superiore suddiviso in tre piccoli denti di 1,5-2 millimetri. Il colore dei piccoli fiori è rosa chiaro. La fioritura avviene nel periodo compreso tra maggio ed agosto. I piccoli frutti maturano tra luglio e settembre. I semi sono rotondi e molto piccoli.

### Radici
L'apparato radicale è di tipo fittonante.

## Distribuzione e habitat
È una specie endemica della Sardegna e della Corsica. Il suo habitat naturale è rappresentato dalle zone montane aride e battute dal vento su substrato preferibilmente siliceo. Vegeta a quote comprese tra gli 800 ed i 2.000 metri.

## Usi
Essendo una pianta molto aromatica, a causa delle piccole ghiandole pilifere distribuite sulle foglioline e sui fusticini, è utilizzata in cucina nella preparazione di piatti a base di selvaggina. L'alta produzione di nettare la rende molto appetibile per le api.

### Usi terapeutici
L'olio essenziale ottenuto da questa specie ha dimostrato di possedere capacità antibatteriche.